# Пизеп (нижня притока Чепци)
Ни́жній Пизе́п — річка в Росії, ліва притока Чепци. Протікає територією Удмуртії (Глазовський та Балезінський райони).
Річка починається неподалік колишнього села Селіфонята Балезінського району, протікає спочатку на південь, потім звертає на південний захід. Після села Павлушата входить на територію Глазовського району. В нижній течії робить 2 гострих вигини — один біля села Поом на північний захід, інший після впадіння праворуч притоки Омуть на південний захід. Впадає до Чепци на території міста Глазова. Береги річки на значному протязі заліснені, особливо у верхній течії, в нижній течії вони стрімко обриваються до річки.
Приймає багато приток:
- праві — Мучан, Омуть, Сімашур
- ліва — Вариж

Над річкою розташовані села лише Балезинського району — Новосели, Павлушата. У нижній течії населені пункти знаходяться трохи віддаль від берега, так як він стрімко обривається до річища. Гирло розташоване на території міської території Глазова.